# Lex Banning
Lex Banning (ur. 1921, zm. 1965) – poeta i pisarz australijski.
Studiował sztuki piękne na University of Sydney. Pracował jako dziennikarz, krytyk literatury, bibliotekarz. Pisał wiersze, scenariusze filmowe i telewizyjne.

## Wybrana bibliografia
- Everyman his own Hamlet (1951)
- The Instant's Clarity (1952)
- Apocalypse in Springtime (1956)
- There was a Crooked Man: the Poems of Lex Banning (1984)